# Ong (Fluss)
Der Ong (auch Ang) ist ein rechter Nebenfluss der Mahanadi im indischen Bundesstaat Odisha.
Er entspringt im Norden des Distrikts Nuapara.
Am Oberlauf liegt die Saipala-Talsperre.
Er durchfließt die Distrikte Bargarh, Nord-Balangir und Sonapur anfangs in nordöstlicher, später in östlicher Richtung und mündet nordwestlich der Stadt Sonapur in den Fluss Mahanadi.